# Edmund el Magnífic
Edmund el Magnífic (Anglaterra, 922 - Pucklechurch, 26 de maig del 946) va ser rei d'Anglaterra des del 939 fins a la seva mort. És venerat com a sant per diverses confessions cristianes.

## Biografia
Era fill d'Eduard el Vell, i va succeir el seu mig germà Etelstan el 939, a qui havia ajudat a expulsar del regne els invasors noruecs i escots. Poc després de la seva proclamació com a rei va haver de plantar cara a la invasió del rei irlandès Olaf Guthfrithsson, que va conquerir Northúmbria i va ocupar les Midlands. Edmund no va poder recuperar les Midlands fins a la mort d'Olaf el 942, i recuperà Northúmbria el 944. L'any 943, el rei Amlaíb Cuarán (també dit Olaf de York) es va convertir al cristianisme i Edmund va ser el seu padrí de bateig; tots dos van fer un pacte d'aliança. El 945 va conquerir Strathclyde, però el va cedir al rei Malcolm I d'Escòcia a canvi d'un pacte de suport militar mutu.
La política d'Edmund va centrar en assegurar les fronteres del seu reialme, mantenir relacions amistoses amb els seus veïns escocesos i promoure el retorn de la vida als monestirs, que havien estat abandonats durant les invasions vikingues. La seva inspiració va ser un frare anomenat Dunstan, en qui va confiar després d'un accident a cavall en què va estar a punt de perdre la vida.
Va acollir a la cort anglesa el seu nebot Lluís, l'exiliat fill de la seva germana i del rei francès Carles III, i va ajudar-lo a recuperar el tron. Des del 936 Lluís va estar a Anglaterra però l'estiu del 945, fou capturat pels normands, que el van portar al duc Hugh el Gran. La mare de Lluís va escriure a Edmund i a l'emperador Otó I del Sacre Imperi Romanogermànic demanant auxili. El rei Edmund va respondre enviant amenaces a Hugh.
El 26 de maig del 946 Edmund va ser assassinat mentre oïa missa per un lladre anomenat Leofa. Els cronistes John de Worcester i Guillem de Malmesbury narren que el rei havia estat fent dejuni i anava acompanyat d'uns nobles quan va reconèixer Leofa entre la multitud i va anar a atacar-lo però el lladre va ser qui el va matar. Un recent estudi sobre els fets acaba concloent que podria tractar-se d'un complot polític planejat per a matar el rei.
Seria succeït pel seu germà Edred. Posteriorment dos fills seus també ocuparien el tron.

## Família

### Avantpassats
|  |                            |  |  |  |  |  |  |  |  |  |  |  |  |  |  |  |
|  | 16. Egbert de Wessex       |  |  |  |  |  |  |  |  |  |  |  |  |  |  |  |
|  |                            |  |  |  |  |  |  |  |  |  |  |  |  |  |  |  |
|  |                            |  |  |  |  |  |  |  |  |  |  |  |  |  |  |  |
|  | 8. Ethelwulf de Wessex     |  |  |  |  |  |  |  |  |  |  |  |  |  |  |  |
|  |                            |  |  |  |  |  |  |  |  |  |  |  |  |  |  |  |
|  |                            |  |  |  |  |  |  |  |  |  |  |  |  |  |  |  |
|  | 17. Redburga               |  |  |  |  |  |  |  |  |  |  |  |  |  |  |  |
|  |                            |  |  |  |  |  |  |  |  |  |  |  |  |  |  |  |
|  |                            |  |  |  |  |  |  |  |  |  |  |  |  |  |  |  |
|  | 4. Alfred el Gran          |  |  |  |  |  |  |  |  |  |  |  |  |  |  |  |
|  |                            |  |  |  |  |  |  |  |  |  |  |  |  |  |  |  |
|  |                            |  |  |  |  |  |  |  |  |  |  |  |  |  |  |  |
|  | 18. Oslac                  |  |  |  |  |  |  |  |  |  |  |  |  |  |  |  |
|  |                            |  |  |  |  |  |  |  |  |  |  |  |  |  |  |  |
|  |                            |  |  |  |  |  |  |  |  |  |  |  |  |  |  |  |
|  | 9. Osburga                 |  |  |  |  |  |  |  |  |  |  |  |  |  |  |  |
|  |                            |  |  |  |  |  |  |  |  |  |  |  |  |  |  |  |
|  |                            |  |  |  |  |  |  |  |  |  |  |  |  |  |  |  |
|  | 2. Eduard el Vell          |  |  |  |  |  |  |  |  |  |  |  |  |  |  |  |
|  |                            |  |  |  |  |  |  |  |  |  |  |  |  |  |  |  |
|  |                            |  |  |  |  |  |  |  |  |  |  |  |  |  |  |  |
|  | 10. Æthelred Mucil         |  |  |  |  |  |  |  |  |  |  |  |  |  |  |  |
|  |                            |  |  |  |  |  |  |  |  |  |  |  |  |  |  |  |
|  |                            |  |  |  |  |  |  |  |  |  |  |  |  |  |  |  |
|  | 5. Ealhswith               |  |  |  |  |  |  |  |  |  |  |  |  |  |  |  |
|  |                            |  |  |  |  |  |  |  |  |  |  |  |  |  |  |  |
|  |                            |  |  |  |  |  |  |  |  |  |  |  |  |  |  |  |
|  | 1. Edmund I d'Anglaterra   |  |  |  |  |  |  |  |  |  |  |  |  |  |  |  |
|  |                            |  |  |  |  |  |  |  |  |  |  |  |  |  |  |  |
|  |                            |  |  |  |  |  |  |  |  |  |  |  |  |  |  |  |
|  | 6. Sigehelm, comte de Kent |  |  |  |  |  |  |  |  |  |  |  |  |  |  |  |
|  |                            |  |  |  |  |  |  |  |  |  |  |  |  |  |  |  |
|  |                            |  |  |  |  |  |  |  |  |  |  |  |  |  |  |  |
|  | 3. Edgiva de Kent          |  |  |  |  |  |  |  |  |  |  |  |  |  |  |  |
|  |                            |  |  |  |  |  |  |  |  |  |  |  |  |  |  |  |
|  |                            |  |  |  |  |  |  |  |  |  |  |  |  |  |  |  |

### Núpcies i descendents
Edmund es va casar amb Edgira vers l'any 940. Tingueren dos fills:
- Eduí (941? – 959), esdevindria rei d'Anglaterra (955-957) i retindria Wessex i Kent fins a la seva mort.
- Edgard (943 – 975), esdevindria rei de Mèrcia i Northúmbria el 957, i rei d'Anglaterra a partir del 959.